# Giovanni Galzerani
Giovanni Galzerani   (Porto Azzurro, 1790 - Milà, 1853) fou un coreògraf italià, ballarí de ballet, i un compositor que va estar actiu en els principals teatres d'Itàlia des de 1808 fins a 1853.
Va començar la seva educació a Gaeta, on el seu pare llavors era el comandant militar. El desig del seu pare, el va inscriure al "Collegio della Nunziatella" de Nàpols per entrenar-se per a una carrera militar, on hi va romandre fins als 17 anys. A la universitat, també va estudiar ball de saló amb Ferdinando Gioia, el germà del cèlebre ballarí i coreògraf Gaetano Gioia, i es va convertir en un dels seus millors alumnes. Després de la mort del seu pare el 1806, Galzerani va abandonar els preparatius per a una carrera militar i es va dedicar completament al ballet, primer com a ballarí i després com a coreògraf. També va compondre la música d'alguns dels seus ballets, com per exemple Il pericolo, que es va estrenar el 1818 al Teatro Regio de Torí.
Els ballets ideat i coreografiat per Galzerani inclouen:
- Il pericolo, Giovanni Galzerani (compositor), estrenat al Teatro Regio (Torí), el 26 de desembre de 1818
- Niobe ossia La vendetta de Latona, Giovanni Pacini (compositor), estrenat al Teatro Regio, Torí, el 26 de desembre de 1818
- Ero i Leandro, Luigi Maria Viviani (compositor), estrenat al Teatro Regio, Torí, el 7 de desembre de 1823
- La conquista del Perú, Luigi Maria Viviani (compositor), estrenat al Teatro Comunale (Bolonya), l'1 de maig de 1824
- L'eroe peruviano, Luigi Maria Viviani (compositor) estrenat La Fenice, Venècia, el 26 de desembre de 1824
- Virginia, Luigi Maria Viviani (compositor), estrenat La Fenice, Venècia, el 8 de febrer de 1825.
- Enea nel Lazio, El ballet va ser representat al Teatre de la Scala de Milà a la primavera de 1829.[4]